# Dumtsa Jenő
Dumtsa Jenő (Pest, 1838. – Szentendre, 1917. május 29.) szerb származású gazdag kereskedő, Szentendre főbírája, majd első polgármestere.

## Életpályája
Görög-cincár származású volt; szülei Dumtsa Antal és Demetter Mária 1850-ben telepedtek le Szentendrén. A gimnázium és a kereskedelmi iskola elvégzése után feleségül vette Blásics (Blázsits) Petronellát. 1871-től Szentendre főbírája volt, majd a következő évtől Szentendre rendezett tanácsú város első polgármesterévé választották. Vezetése alatt a város megszerezte a környező erdőségek tulajdonjogát, lecsapoltatta a Szentendre és Pomáz között elterülő rét mocsarát, mely a város legjobb termőföldjével rendelkezett. Az egykori mocsár területe ma Tófenék néven ismert. 1888-ban a Budapest-Szentendre közötti helyiérdekű vasút építése az ő hatására és szorgalmazására indult meg. Miután több mint 30 évig a város élén állt, 1903-ban a saját kérésére mentették fel polgármesteri tisztségéből.
Dumtsa Jenő egyházi tisztséget is viselt. Annak a szerb kisebbségnek volt az utolsó nagy képviselője, amely a török hódoltság után újra felépítette a várost és megteremtette mai arculatát. A róla elnevezett Dumtsa Jenő utca 20. szám (1917-ben 71. szám) alatt állt a polgármester háza. Dumtsa Jenő haláláig Szentendrén élt. Sírja a szerb temetőben található.

## Díjai, elismerései
- Ferenc József-rend[2]

## Emlékezete
- Tiszteletére Szentendrén 1897-ben utcát neveztek el, ahol pl. a Barcsay Múzeum található.
- A Dumtsa Jenő utca 20. sz. házon 2001-ben Szentendre Város Önkormányzata és a Szerb Kisebbségi Önkormányzat emléktáblát helyezett el, az alábbi szöveggel:

„Dumtsa Jenő, Szentendre első polgármestere, annak a szerbségnek volt utolsó nagy képviselője, amely a török hódoltság után újra felépítette a várost és megteremtette mai arculatát. Ő volt az, aki polgármesterként az urbanizáció és a polgárosodás útjára indította Szentendrét.”

- Emlékét szobor is őrzi Szentendrén.